# Anolis agassizi
Espèce
Synonymes
- Dactyloa agassizi (Stejneger, 1900)

Anolis agassizi est une espèce de sauriens de la famille des Dactyloidae.

## Répartition
Cette espèce est endémique de l'île de Malpelo dans le département de Valle del Cauca en Colombie. 

## Étymologie
Cette espèce est nommée en l'honneur de Louis Agassiz.

## Publication originale
- Stejneger, 1900 : Descriptions of two new lizards of the genus Anolis from Cocos and Malpelo Islands. Bulletin of the Museum of Comparative Zoology at Harvard College, vol. 36, p. 161-163 (texte intégral).